# Peter Bathurst (1687-1748)
Peter Bathurst (22 avril 1687 - 1748), de Greatworth, Northamptonshire et Clarendon Park, près de Salisbury, Wiltshire, est un propriétaire terrien britannique et un homme politique conservateur qui siège à la Chambre des communes entre 1711 et 1741. 

## Biographie
Bathurst est le deuxième fils de Sir Benjamin Bathurst, député de Paulerspury, Northamptonshire et de son épouse Frances Apsley, fille de Sir Allen Apsley, député d'Apsley, Sussex. Enfant, il est compagnon du duc de Gloucester, avec son frère Benjamin, à la cour de la princesse Anne. Il fait ses études au Collège d'Eton vers 1700 et est inscrit au Trinity College d'Oxford en 1703. Son père lui laisse des terres dans le Lincolnshire. Il épouse Leonora-Maria How, fille de Charles How de Greatworth, Northamptonshire en 1709 et acquiert une partie de la succession de son beau-père. Sa femme est décédée en janvier 1720 et il épouse comme seconde épouse Lady Selina Shirley, fille de Robert Shirley (1er comte Ferrers) le 24 octobre 1720. Il a également acquis à un moment donné le domaine de Clarendon Park près de Wilton, dont il a fait sa résidence principale . 
Bathurst est élu sur pétition en tant que député conservateur de Wilton le 17 mars 1711 après les élections générales britanniques de 1710. Il était membre du Club d'octobre et figurait sur la liste des «dignes patriotes» impliqués dans la détection des erreurs de gestion de la précédente administration whig. 
Après s'être présenté sans succès à Salisbury aux élections générales britanniques de 1722, Bathurst est réélu en tant que député conservateur de Cirencester sur le domaine de la famille aux élections générales britanniques de 1727. Il suit son frère, Allen Bathurst, au Parlement et vote régulièrement contre le gouvernement. Aux élections générales britanniques de 1734, lorsque Cirencester n'est pas disponible, il change de siège et est réélu comme député de Salisbury. Il vote de nouveau contre le gouvernement, sauf lorsqu'il fait partie des conservateurs qui se retirent de la requête en révocation de Walpole en 1741. Son seul discours enregistré est en 1736, contre un projet de loi visant à empêcher les mariages clandestins. Il ne s'est pas présenté aux élections générales britanniques de 1741 et est battu à Salisbury aux élections générales britanniques de 1747 . 
Il est décédé le 6 mai 1748 et est enterré à Laverstock où il a une inscription monumentale complète. Il est décrit comme «un amoureux des lettres et des connaissances libérales, affectueux et affable à une famille nombreuse». Il a deux filles par sa première femme et cinq fils et dix filles par sa deuxième femme. Son fils aîné, Peter lui succède à Clarendon, mais le domaine est finalement passé aux descendants de sa fille aînée, Selina. 